# 화약 경보
매사추세츠 화약 경보(영어: Massachusetts Powder Alarm)는 1774년 9월 1일, 매사추세츠만 식민지의 왕립 총독인 토머스 게이지 장군의 명령에 따라 영국 병사들이 보스턴 근처의 화약고에서 화약을 제거한 것에 대한 대규모 대중적 반응이었다. 이 행동에 대한 반응으로 피를 흘렸다는 소문이 퍼지면서 코네티컷 식민지와 그 너머의 시골 지역으로 경보가 확산되었고, 미국 애국자들은 전쟁이 임박했다고 우려하며 즉각 행동에 나섰다. 수천 명의 민병대가 보스턴과 케임브리지로 쇄도하기 시작했고, 폭도들의 행동으로 인해 왕당파와 일부 정부 관료들은 영국 육군의 보호를 받아 피난할 수밖에 없었다. 1775년 4월에는 버지니아에서도 화약 경보라고 불리는 유사한 사건이 발생했다.
비록 오경보로 판명되었지만, 화약 경보는 정치 및 군사 지도자들이 앞으로 더 신중하게 행동하게 만들었으며, 7개월 반 후의 렉싱턴 콩코드 전투에 대한 "예행연습"을 제공했다. 더욱이, 영국군이 군수품을 더욱 직접적으로 통제하려 하고, 식민지 애국자들이 자신들의 사용을 위해 군수품을 확보하려 하면서, 무기, 화약 및 기타 군수품을 통제하려는 양측의 행동은 더욱 논쟁의 여지가 많아졌다.

## 배경

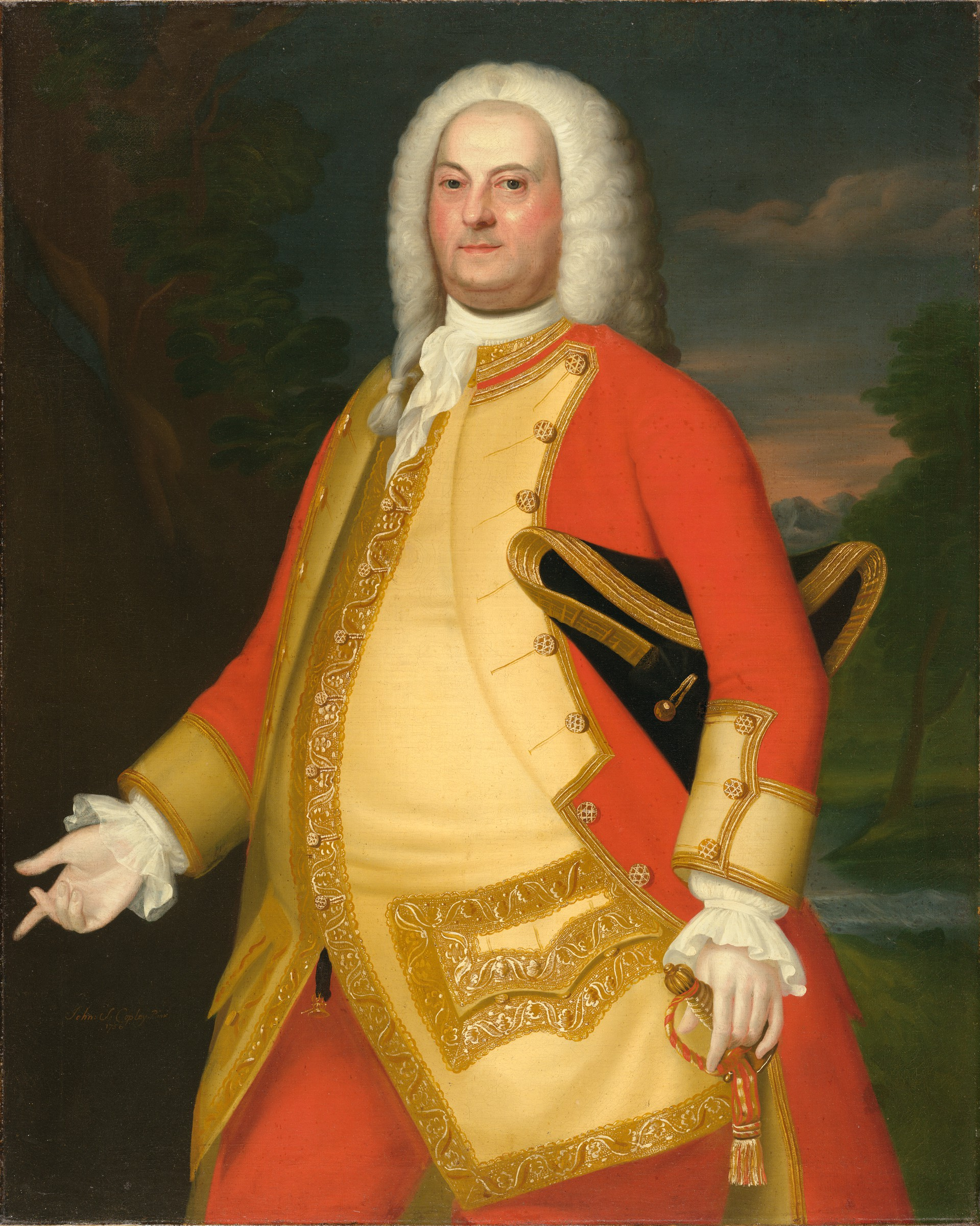
윌리엄 브래틀 소장

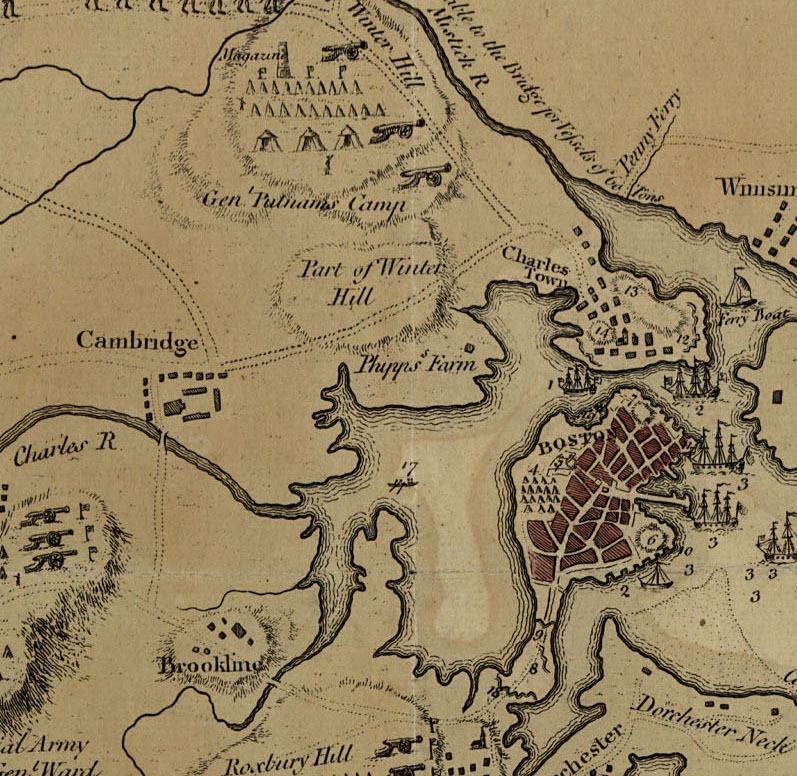
화약고("매거진")는 보스턴 포위전의 1775년 지도 세부 사항의 북쪽 가장자리 근처에 있다.

1772년, 13개 영국 식민지 중 다수는 인기 없는 영국 행동과 가스피 사건 (항해법 시행에 관여한 좌초된 선박을 식민지 개척민들이 파괴한 사건)에 대한 영국의 부정적인 반응에 대응하여 통신위원회를 구성하기로 결정했다. 이를 통해 지역사회는 서로 공식적으로 소통하고, 다른 곳에서 발생하는 사건에 대한 인식을 높이며, 행동을 조율할 수 있었다. 따라서 이들은 차법, 참을 수 없는 법 및 기타 인기 없는 영국 식민지 법안의 시행에 대한 식민지 반응을 관리하는 데 중요한 역할을 했다. 매사추세츠 식민지 개척민들은 "우리의 생명과 재산을 걸고" 보스턴(1774년 초 보스턴 항구법에 따라 항구가 폐쇄되었던 곳)을 지원하겠다는 성명을 발표했지만, 영국 정규군의 행동에 군사적으로 조직하기 위한 공동 행동을 아직 취하지는 않았다.
1774년 5월 매사추세츠의 군사 총독이 된 토머스 게이지 장군은 보스턴 차 사건에 대한 대응으로 영국 의회가 통과시킨 매우 인기 없는 참을 수 없는 법의 시행을 담당했다. 그는 전쟁 발발을 막고 미국 애국자(휘그당) 다수와 왕당파(토리당) 소수 사이에 평화를 유지하는 것이 최선이라고 믿었고, 이를 위해 뉴잉글랜드의 창고와 병기창에서 군수품을 비밀리에 제거하는 방법을 택했다. 게이지는 계획이 유출되면 부하들이 도착하기 전에 애국자 지지자들이 물품을 압수하거나 숨길 것을 우려했기 때문에 이러한 임무의 비밀 유지가 매우 중요했다.
식민지 곳곳에는 영국군이 물품을 비축해 둔 여러 장소가 있었다. 이 장소 중 일부는 소규모 주둔군이 주둔하는 요새였고, 다른 곳은 단순히 잠긴 탄약고였다. 이들 대부분의 화약은 지방 정부의 통제하에 있었지만, 일부는 개별 마을의 소유였다. 당시 찰스타운의 일부였던 보스턴 근처의 한 잠긴 창고는 현재 서머빌의 파우더 하우스 스퀘어에 있으며, 지방 민병대 지도자이자 총독의 임명자였던 윌리엄 브래틀이 통제하고 있었다. 왕당파나 애국자 중 어느 쪽에도 명확히 편을 들지 않았던 브래틀은 8월 27일자 서신에서 게이지 총독에게 지방("왕의") 화약이 해당 창고에 남아있는 유일한 공급품이라고 통보했다. 마을들이 모든 화약을 가져갔기 때문이었다. 게이지는 이 화약을 보스턴으로 가져와 안전하게 보관해야 한다고 결정했다.

## 원정
8월 31일, 게이지는 미들섹스군 보안관 데이비드 핍스를 브래틀에게 보내 지방 화약을 제거하라는 명령을 내렸다. 브래틀은 화약고 열쇠를 핍스에게 넘겨주었다. 게이지는 또한 다음날 작전을 위해 병력을 준비하라는 명령을 내렸는데, 이는 지역 주민들에게 간과되지 않았다. 그날 어느 시점에 게이지 장군은 의도적으로, 실수로, 또는 전령의 절도로 인해 윌리엄 브래틀의 8월 27일자 서신을 잃어버렸다. 널리 알려진 이야기는 서신을 떨어뜨렸다는 것이다. 그 내용에 대한 소문은 빠르게 퍼졌고, 많은 사람들은 이를 애국자들이 장악하기 전에 지방 화약을 제거하라는 게이지에 대한 경고로 간주했다.

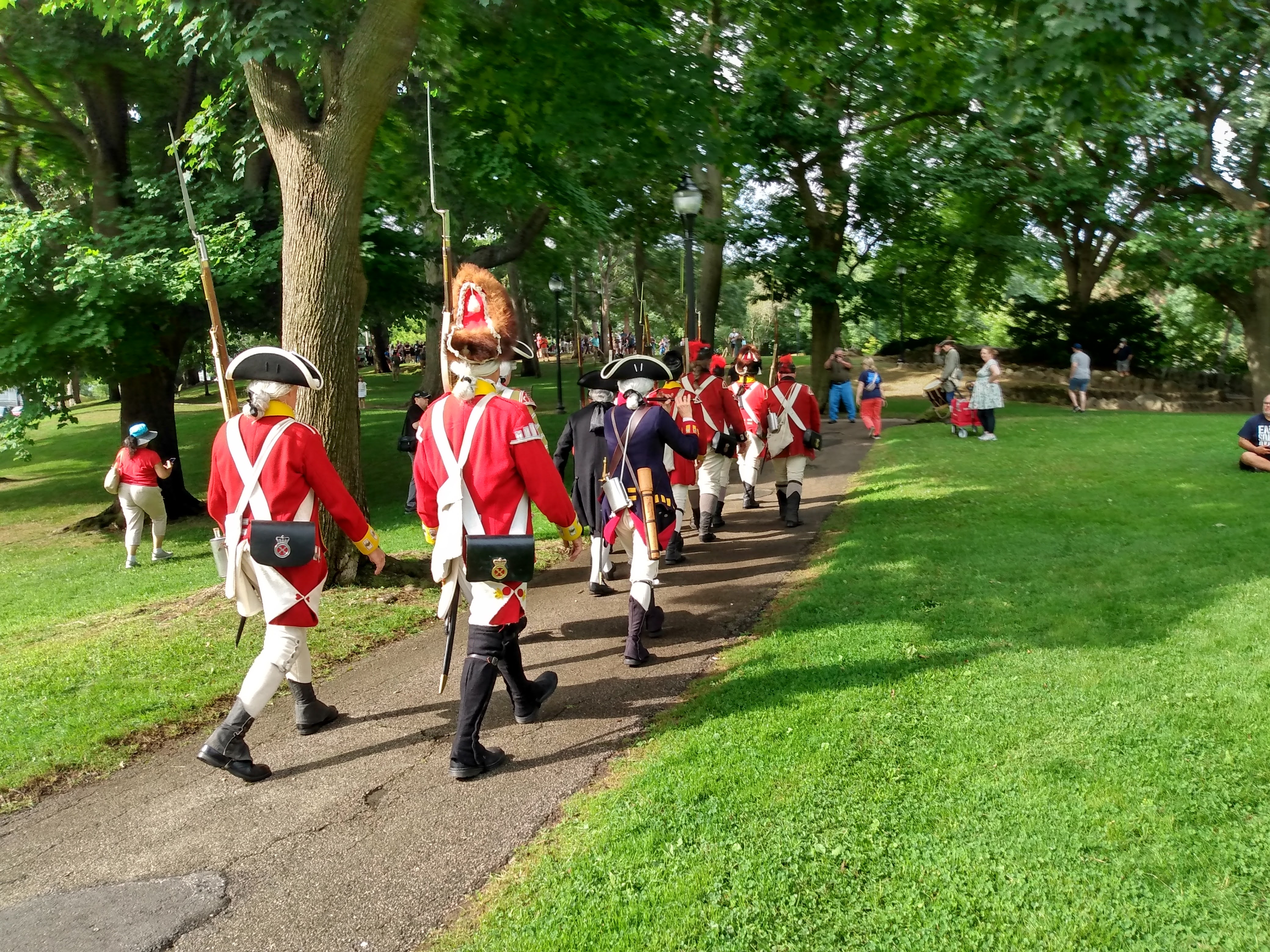
화약 경보 250주년 기념행사를 위해 화약고로 행진하는 영국군 병사들

9월 1일 이른 아침, 조지 매디슨 중령이 지휘하는 제4연대 소속 약 260명의 영국 정규군이 보스턴에서 미스틱강을 따라 은밀히 노를 저어 현재의 서머빌 윈터 힐 근처의 상륙 지점까지 이동했다. 그곳에서 그들은 약 1마일(1.6km)을 걸어 매사추세츠에서 가장 많은 화약을 보관하고 있던 화약고인 파우더 하우스로 향했다. 핍스는 왕의 군대에게 건물 열쇠를 넘겨주었고, 해가 뜬 후 그들은 모든 화약을 제거했다. 대부분의 정규군은 왔던 길로 보스턴으로 돌아갔지만, 소규모 병력은 케임브리지로 행진하여 두 대의 야포를 제거하고 그레이트 브릿지를 넘어 보스턴 넥을 따라 보스턴으로 가져갔다. 야포와 화약은 보스턴에서 당시 캐슬 윌리엄으로 알려진(1779년 포트 인디펜던스로 개명) 캐슬 섬의 영국군 요새로 옮겨졌다.

## 습격에 대한 반응
영국군 병력 이동에 대한 거짓 소문이 하루 종일 시골 전역에 퍼졌다. 정규군이 행진 중이며, 지방 화약이 압수되었고, 전쟁이 임박했으며, 사람들이 살해당했고, 보스턴이 국왕의 전함에 의해 폭격당하고 있다는 것이었다. 경보는 코네티컷까지 확산되었다. 지역 곳곳에서 사람들이 무기를 들고 보스턴으로 쇄도하기 시작했다. 슈루즈버리의 한 여행자는 15분 만에 50명의 남자들이 모여 장비를 갖추고 주변 마을에 전령을 보내 보스턴으로 떠났다고 보고했다. 9월 2일, 수천 명의 폭력적인 사람들이 케임브리지에 모여 윌리엄 브래틀을 포함한 몇몇 유명한 왕당파들에게 보스턴과 군대의 보호를 받아 도주하도록 강요했다. 핍스 보안관은 모든 정부 행동과 자신을 서면으로 분리하도록 강요받았다. 결국 사실이 소문을 따라잡았고, 민병대(일부는 여전히 보스턴으로 향하고 있었다)는 집으로 돌아갔다.
또한 9월 2일, 보스턴 신문들은 윌리엄 브래틀의 편지를 게재했는데, 그는 게이지에게 화약을 제거하라고 경고하지 않았다고 항의했다. 게이지는 그에게 창고 내용물에 대한 설명을 요청했고, 그는 이에 응했을 뿐이라는 것이다. 게이지에게 보낸 그의 편지 내용은 9월 5일에 공개될 예정이었다. 브래틀은 보스턴 포위전 내내 캐슬 섬에 머물렀고, 1776년 3월 영국군이 도시를 철수할 때 떠났다. 그는 1776년 10월 70세의 나이로 핼리팩스에서 사망했다.
끔찍한 보스턴 포격 소식이 이곳에 전해져 이틀 동안 우리를 완전히 비참하게 만들었을 때, 우리는 대륙의 공감과 결의를 모두 보았다. 전쟁! 전쟁! 전쟁! 이 외침은 영국인이나 로마인의 웅변에 경의를 표할 만한 어조로 발음되었다. 만약 그것이 사실로 판명되었다면, 당신은 미국 의회의 천둥소리를 들었을 것이다.
 — 필라델피아에서 열린 제1차 대륙회의의 반응을 보고하는 존 애덤스

## 영국의 반응
식민지 반응의 규모와 범위에 놀란 게이지는 우스터의 창고로 계획된 두 번째 원정을 지연시키고 결국 취소했다. 그는 병력을 보스턴에 집중시키고 런던에 증원군을 요청하며 "1만 명이 충분하다고 생각한다면 2만 명을 보내십시오. 1백만 명이 충분하다고 생각한다면 2백만 명을 주십시오. 결국 피와 재물을 모두 아낄 수 있습니다."라고 썼다. 그러나 게이지의 요청은 당시 영국에 1만 2천 명의 병력만 있었기 때문에 런던의 일부 사람들에게는 터무니없는 것으로 여겨졌지만, 그는 결국 이러한 요청에 대한 응답으로 추가로 400명의 해병대를 받았다. 그는 나중에 다시 압류를 계획하고 실행하기 시작했으며, 보스턴 반도를 더욱 요새화했다.

## 식민지의 반응
화약 경보 이후, 뉴잉글랜드 전역의 민병대는 보급품에 더욱 신중해졌고, 게이지의 계획과 병력 이동에 대한 정보를 얻으려는 의지가 더욱 강해졌다. 폴 리비어는 보스턴에서의 지리적 위치, 모든 사회 계층과 접촉하는 중산층 장인으로서의 사회적 위치, 그리고 잘 알려진 애국자 선전가이자 조직가로서의 정치적 위치 때문에 이러한 정보를 배포하는 데 중요한 역할을 했다.

### 식민지 주민들이 조직하다
9월 21일, 애국자 지도자들은 우스터에 모여 타운 미팅에 민병대의 3분의 1을 항상 행진할 준비가 된 미닛맨 특별 중대로 조직할 것을 촉구했다. 그들은 또한 렉싱턴과 콩코드에서 중요하게 판명될 특급 기병 및 경보 시스템을 도입했다. 10월에 매사추세츠의 이전 입법부는 매사추세츠 정부법에 저항하여 모임을 가졌고 스스로를 제1차 지방 의회라고 선언했다. 그들은 잉글랜드 내전 동안 같은 이름의 단체를 본떠서 안전 위원회를 만들었으며, 민병대의 4분의 1을 미닛맨으로 지정할 것을 권고했다. 군수품은 해안에서 떨어진 곳(편리한 하루 행군 거리 이상)에 비축하여 압수 시도를 더욱 어렵게 만들기로 했다. 가장 큰 비축량은 콩코드와 우스터에 있었다.

### 포츠머스 경보
1774년 12월 초, 영국군 사령부는 북미로의 무기 및 화약 수출을 금지하고 남아있는 모든 비축품을 확보하기로 결정했다. 12월 12일, 폴 리비어가 입수한 정보에 따르면 포츠머스의 윌리엄 앤 메리 요새의 비축품 압류가 임박했다는 것이었다. 그는 다음날 보스턴에서 포츠머스로 말을 타고 달려가 지역 애국자들에게 통보했고, 애국자들은 12월 14일 빠르게 요새를 습격하여 물품을 제거했다. 리비어의 정보는 잘못된 것이었다. 영국군의 작전이 고려되기는 했지만, 명령되지는 않았다. 영국군은 병력을 실은 선박을 포츠머스로 보냈고, 이들은 요새의 물품이 제거된 지 사흘 후에 도착했다. 첫 번째 선박은 12월 17일에 도착하여 지역 애국자 조종사의 안내로 만조 시 얕은 곳으로 향했고, 선장은 크게 분노했다.
왕당파가 "왕의 화약"이라고 불렀지만 애국자들은 "민병대의 화약"이라고 불렀던 화약 비축분은 뉴포트, 프로비던스, 뉴런던의 요새에서도 빼돌려져 해안에서 떨어진 마을의 민병대에게 분배되었다. 대포와 기타 물품은 보스턴과 찰스타운에서 밀반출되었다.

### 세일럼 대치
1775년 2월 27일, HMS 라이블리는 알렉산더 레슬리 대령이 지휘하는 약 240명의 제64연대 소속 영국 정규군을 세일럼으로 데려와 무기를 압수하려 했다. 그들은 길을 막고 있는 도개교를 올리고 조롱하는 소규모 군중에 의해 저지되었고, 다른 사람들은 대포를 안전한 곳으로 옮기고 인근 마을에서 도움을 요청했다. 결국 도개교는 내려졌고 정규군은 한때 대포가 있던 대장간을 수색할 수 있게 되었다. 그들은 점점 늘어나는 비정규군이 옆에서 발을 맞춰 행진하며 조롱하는 가운데 배로 돌아갔다. 사소한 몸싸움은 있었지만, 총성은 발사되지 않았다.

## 같이 보기
- 화약 사건: 버지니아 식민지에서 발생한 유사한 사건

## 내용주
1. ↑  “How a revolt in Somerville helped spark the American Revolution”. 《www.wbur.org》 (영어). 2024년 8월 29일. 2024년 9월 2일에 확인함.
2. ↑  Tagney, pp. 65–67
3. ↑  Tagney, pp. 68–75 (원문 강조)
4. 1 2  Frothingham, p. 13
5. ↑  Fischer, p. 43
6. ↑  Maas 1989, 137–139쪽.
7. 1 2  Fischer, pp. 44–45
8. ↑  Richmond, p. 5
9. ↑  Richmond, p. 6
10. ↑  Richmond, pp. 52–56
11. ↑  Richmond, p. 7
12. ↑  Fischer, p. 46
13. ↑  Fischer pp. 47–48
14. ↑  French, pp. 122–125
15. ↑  Richmond, pp. 57–58
16. 1 2  French, pp. 125–126
17. ↑  French, pp. 126–141
18. 1 2 3  Fischer, p. 51
19. 1 2  Fischer, pp. 52–57
20. 1 2  French, p. 170
21. ↑  Provincial Congress Journals, pp. 642–644
22. ↑  French, p. 160
23. ↑  Bancroft, pp. 183–184
24. ↑  Tagney, p. 130
25. ↑  Tagney, pp. 140–142

## 추가 자료
- DeMitchell, Terri A. (2013). 《The Portsmouth Alarm: December 1774》. Mahomet, IL: Mayhaven Publishing, Inc. ISBN 978-1932278927. (포츠머스 경보에 대한 허구의 이야기)
- Hoffer, Peter Charles (2013). 《Prelude to Revolution: The Salem Gunpowder Raid of 1775》. Johns Hopkins University Press. ISBN 978-1421410067.
- Philbrick, Nathaniel (2013). 《Bunker Hill: A City, a Siege, a Revolution》. New York: Viking. ISBN 978-0670025442. (이 사건을 다룬 장 포함)
- Volo, Dorothy Denneen; Volo, James M. (2003). 《Daily Life During the American Revolution》. Westport, CT: Greenwood Publishing Group. ISBN 978-0-313-31844-3. OCLC 473265703.